# Eccellenza Sardegna 2022-2023
Il campionato italiano di calcio di Eccellenza regionale 2022-2023 è la 32ª edizione del campionato di Eccellenza, quinta serie del campionato italiano di calcio e prima serie regionale. Le 19 partecipanti dell'Eccellenza Sardegna 2022-2023 prendono parte anche parte alla Coppa Italia Dilettanti Sardegna 2022-2023.

## Stagione

### Novità
Il Comitato Regionale Sardegna ha optato per un campionato a 19 squadre, considerando la promozione in Serie D 2021-2022 dell'Ilvamaddalena nella passata stagione, la retrocessione dalla Serie D di Latte Dolce, Carbonia e Lanusei, la vittoria dei campionati di Promozione di Calangianus, Tharros e Iglesias, oltre alle altre 16 squadre confermate.
Inoltre, il San Teodoro si unisce al Porto Rotondo diventando un'unica squadra con il nome San Teodoro-Porto Rotondo.

### Formula
La prima classificata è promossa in Serie D, mentre le squadre classificatesi dalla seconda alla quinta posizione in classifica disputano i play off per decretare la squadra che accederà agli spareggi nazionali. Le retrocessioni sono quattro: le ultime tre della graduatoria vengono retrocesse direttamente, mentre la quarta viene determinata da uno spareggio andata e ritorno tra la quart'ultima e la quint'ultima. L'incontro, che non si disputa nel caso in cui la differenza in classifica sia uguale o maggiore a cinque punti, ha la partita di ritorno in casa della meglio piazzata,  non prevede né supplementari e né regola del gol in trasferta, e in caso di parità retrocederà la peggior classificata.

## Squadre partecipanti
| Club                      | Città              | Stadio                                                              | Stagione precedente                            |
| ------------------------- | ------------------ | ------------------------------------------------------------------- | ---------------------------------------------- |
| Arbus                     | Arbus (SU)         | Stadio Santa Sofia                                                  | 13° in Eccellenza Sardegna                     |
| Bosa                      | Bosa (OR)          | Stadio Meloni di Pozzomaggiore (provvisorio) Stadio Comunale Italia | 12º in Eccellenza Sardegna                     |
| Budoni                    | Budoni (SS)        | Stadio Tonino Cossu (Torpè)                                         | 8º in Eccellenza Sardegna                      |
| Calangianus               | Calangianus (SS)   | Stadio Signora Chiara                                               | 1° in Promozione girone C                      |
| Carbonia                  | Carbonia (SU)      | Stadio Carlo Zoboli                                                 | 16° in Serie D girone G                        |
| Ferrini Cagliari          | Cagliari           | Campo Ferrini "Piero Polese"                                        | 3º in Eccellenza Sardegna                      |
| Ghilarza                  | Ghilarza (OR)      | Campo Comunale Walter Frau                                          | 7º in Eccellenza Sardegna                      |
| Lanusei                   | Lanusei            | Stadio Lixius                                                       | 17º in Serie D girone G                        |
| Latte Dolce               | Sassari            | Stadio Vanni Sanna                                                  | 18° in Serie D girone G                        |
| Li Punti                  | Sassari (Li Punti) | Comunale Li Punti - Sassari                                         | 15º in Eccellenza Sardegna (salva ai play-out) |
| Monastir Kosmoto          | Monastir (SU)      | Campo Comunale                                                      | 6º in Eccellenza Sardegna                      |
| Iglesias                  | Iglesias (CA)      | Stadio Monteponi                                                    | 1° in Promozione girone A                      |
| Nuorese                   | Nuoro              | Stadio Franco Frogheri                                              | 5º in Eccellenza Sardegna                      |
| Ossese                    | Ossi (SS)          | Campo Comunale Walter Frau                                          | 2º in Eccellenza Sardegna                      |
| San Teodoro-Porto Rotondo | San Teodoro (SS)   | Stadio Comunale                                                     | 11º in Eccellenza Sardegna                     |
| Sant'Elena                | Quartucciu (CA)    | Stadio Funtana noa (Serdiana)                                       | 9º in Eccellenza Sardegna                      |
| Taloro Gavoi              | Gavoi (NU)         | Campo Comunale Maristiai                                            | 3º in Eccellenza Sardegna                      |
| Tharros                   | Oristano           | Stadio Tharros                                                      | 1° in Promozione girone B                      |
| Villacidrese              | Villacidro (SU)    | Stadio Villacidro                                                   | 10º in Eccellenza Sardegna                     |

## Classifica finale
|  | Pos. | Squadra                   | Pt | G  | V  | N  | P  | GF | GS | DR  |
|  | ---- | ------------------------- | -- | -- | -- | -- | -- | -- | -- | --- |
|  | 1.   | Latte Dolce               | 87 | 36 | 27 | 6  | 3  | 88 | 31 | 57  |
|  | 2.   | Budoni                    | 85 | 36 | 27 | 4  | 5  | 80 | 29 | 51  |
|  | 3.   | Ghilarza                  | 57 | 36 | 16 | 9  | 11 | 59 | 46 | 13  |
|  | 4.   | Ferrini Cagliari          | 57 | 36 | 16 | 9  | 11 | 54 | 50 | 4   |
|  | 5.   | San Teodoro-Porto Rotondo | 56 | 36 | 16 | 8  | 12 | 60 | 52 | 8   |
|  | 6.   | Taloro Gavoi              | 55 | 36 | 16 | 7  | 13 | 63 | 59 | 4   |
|  | 7.   | Ossese                    | 53 | 36 | 15 | 8  | 13 | 60 | 56 | 4   |
|  | 8.   | Carbonia                  | 53 | 36 | 13 | 14 | 9  | 48 | 37 | 11  |
|  | 9.   | Bosa                      | 51 | 36 | 14 | 9  | 13 | 63 | 69 | -6  |
|  | 10.  | Calangianus               | 47 | 36 | 13 | 8  | 15 | 53 | 54 | -1  |
|  | 11.  | Tharros                   | 46 | 36 | 13 | 8  | 15 | 57 | 67 | -10 |
|  | 12.  | Iglesias                  | 44 | 36 | 13 | 5  | 18 | 43 | 47 | -4  |
|  | 13.  | Li Punti                  | 42 | 36 | 10 | 12 | 14 | 41 | 52 | -11 |
|  | 14.  | Villacidrese              | 41 | 36 | 11 | 8  | 17 | 50 | 59 | -9  |
|  | 15.  | Lanusei                   | 39 | 36 | 8  | 15 | 13 | 55 | 55 | 0   |
|  | 16.  | Nuorese                   | 35 | 36 | 7  | 11 | 17 | 32 | 61 | -29 |
|  | 17.  | Sant'Elena                | 35 | 36 | 9  | 8  | 19 | 44 | 63 | -19 |
|  | 18.  | Monastir Kosmoto          | 34 | 36 | 7  | 10 | 18 | 56 | 77 | -21 |
|  | 19.  | Arbus                     | 25 | 36 | 5  | 10 | 21 | 28 | 70 | -42 |

Legenda
       Promossa in Serie D 2023-2024.
      Ammessa ai play-off nazionali.
 ammessa ai play-off - ammessa ai play-out.
       Retrocessa in Promozione Sardegna 2023-2024.
Regolamento:
Tre punti a vittoria, uno a pareggio, zero a sconfitta.
In caso di arrivo di due o più squadre a pari punti, la graduatoria verrà stilata secondo la classifica avulsa tra le squadre interessate che prevede, in ordine, i seguenti criteri:
- Punti negli scontri diretti
- Differenza reti negli scontri diretti
- Differenza reti generale
- Reti realizzate in generale
- Sorteggio

## Spareggi

### Play-out

#### Spareggio
|         | Risultati     |            | Luogo e data              |
| ------- | ------------- | ---------- | ------------------------- |
| Nuorese | 1-1 (5-6 dcr) | Sant'Elena | Abbasanta, 30 Aprile 2023 |
|         |               |            |                           |

#### Finale
Andata
|            | Risultati |         | Luogo e data            |
| ---------- | --------- | ------- | ----------------------- |
| Sant'Elena | 2-1       | Lanusei | Cagliari, 7 Maggio 2023 |
|            |           |         |                         |

Ritorno
|         | Risultati |            | Luogo e data            |
| ------- | --------- | ---------- | ----------------------- |
| Lanusei | 1-1       | Sant'Elena | Lanusei, 14 Maggio 2023 |
|         |           |            |                         |